# Rafael Roth
Rafael Roth (* 18. November 1933 in Berlin-Prenzlauer Berg; † 21. September 2013 in Berlin) war ein deutsch-israelischer Unternehmer und Mäzen.

## Leben
Roth entstammte einer jüdischen Familie. Seine Eltern wanderten 1938 vom nationalsozialistischen Berlin nach Palästina aus, wo er aufwuchs. In Israel war Roth zunächst als Pilot tätig. Als Immobilienunternehmer wurde er in West-Berlin erfolgreich. Er sanierte unter anderem am Kurfürstendamm das Kudamm-Karree-Hochhaus. Roth war geschieden, wohnte in Berlin im Hochhaus des Kudamm-Karrees und hatte zwei Kinder, unter anderem den Fotokünstler Yoram Roth, der Beteiligungen an Medienunternehmen (tip, KCRW) und Immobilien (Clärchens Ballhaus, Fotografiska-Museen besitzt).
Roth war ein bedeutender Förderer und Mäzen in den Gründungsjahren des Jüdischen Museums Berlin. Im Jahr 2005 hat das manager magazin sein Vermögen auf eine Milliarde Euro geschätzt, womit er zu den 91 reichsten Deutschen zählte. Aufgrund von Cum-Ex-Geschäften, als Klient von Hanno Berger, wurden in seinen letzten Lebensjahren strafrechtliche Ermittlungen gegen Roth aufgenommen, die aber mit seinem Tod eingestellt wurden.
Sein Grab befindet sich auf dem Jüdischen Friedhof Heerstraße.